# Martignargues
Martignargues est une commune française située dans le centre du département du Gard, en région Occitanie.
Exposée à un climat méditerranéen, elle est drainée par la Droude, le ruisseau de la Candouillère et par un autre cours d'eau.
Martignargues est une commune rurale qui compte 438 habitants en 2022, après avoir connu une forte hausse de la population depuis 1962. Elle fait partie de l'aire d'attraction d'Alès. Ses habitants sont appelés les Martignargois ou  Martignargoises.

## Géographie

### Climat
Pour des articles plus généraux, voir Climat de l'Occitanie et Climat du Gard.
En 2010, le climat de la commune est de type climat méditerranéen franc, selon une étude s'appuyant sur une série de données couvrant la période 1971-2000. En 2020, Météo-France publie une typologie des climats de la France métropolitaine dans laquelle la commune est exposée à un climat méditerranéen et est dans la région climatique Provence, Languedoc-Roussillon, caractérisée par une pluviométrie faible en été, un très bon ensoleillement (2 600 h/an), un été chaud (21,5 °C), un air très sec en été, sec en toutes saisons, des vents forts (fréquence de 40 à 50 % de vents > 5 m/s) et peu de brouillards.
Pour la période 1971-2000, la température annuelle moyenne est de 13,7 °C, avec une amplitude thermique annuelle de 17,4 °C. Le cumul annuel moyen de précipitations est de 927 mm, avec 7 jours de précipitations en janvier et 3,3 jours en juillet. Pour la période 1991-2020, la température moyenne annuelle observée sur la station météorologique la plus proche, située sur la commune de Deaux à 3 km à vol d'oiseau, est de 14,9 °C et le cumul annuel moyen de précipitations est de 967,1 mm,. Pour l'avenir, les paramètres climatiques de la commune estimés pour 2050 selon différents scénarios d'émission de gaz à effet de serre sont consultables sur un site dédié publié par Météo-France en novembre 2022.

### Milieux naturels et biodiversité
Aucun espace naturel présentant un intérêt patrimonial n'est recensé sur la commune dans l'inventaire national du patrimoine naturel,,.

## Urbanisme

### Typologie
Au 1er janvier 2024, Martignargues est catégorisée commune rurale à habitat dispersé, selon la nouvelle grille communale de densité à sept niveaux définie par l'Insee en 2022.
Elle est située hors unité urbaine. Par ailleurs la commune fait partie de l'aire d'attraction d'Alès, dont elle est une commune de la couronne,. Cette aire, qui regroupe 64 communes, est catégorisée dans les aires de 50 000 à moins de 200 000 habitants,.

### Occupation des sols
L'occupation des sols de la commune, telle qu'elle ressort de la base de données européenne d’occupation biophysique des sols Corine Land Cover (CLC), est marquée par l'importance des territoires agricoles (75,9 % en 2018), une proportion identique à celle de 1990 (75,9 %). La répartition détaillée en 2018 est la suivante : 
cultures permanentes (41,8 %), zones agricoles hétérogènes (26,9 %), milieux à végétation arbustive et/ou herbacée (21 %), prairies (7,2 %), forêts (3 %). L'évolution de l’occupation des sols de la commune et de ses infrastructures peut être observée sur les différentes représentations cartographiques du territoire : la carte de Cassini (XVIIIe siècle), la carte d'état-major (1820-1866) et les cartes ou photos aériennes de l'IGN pour la période actuelle (1950 à aujourd'hui).

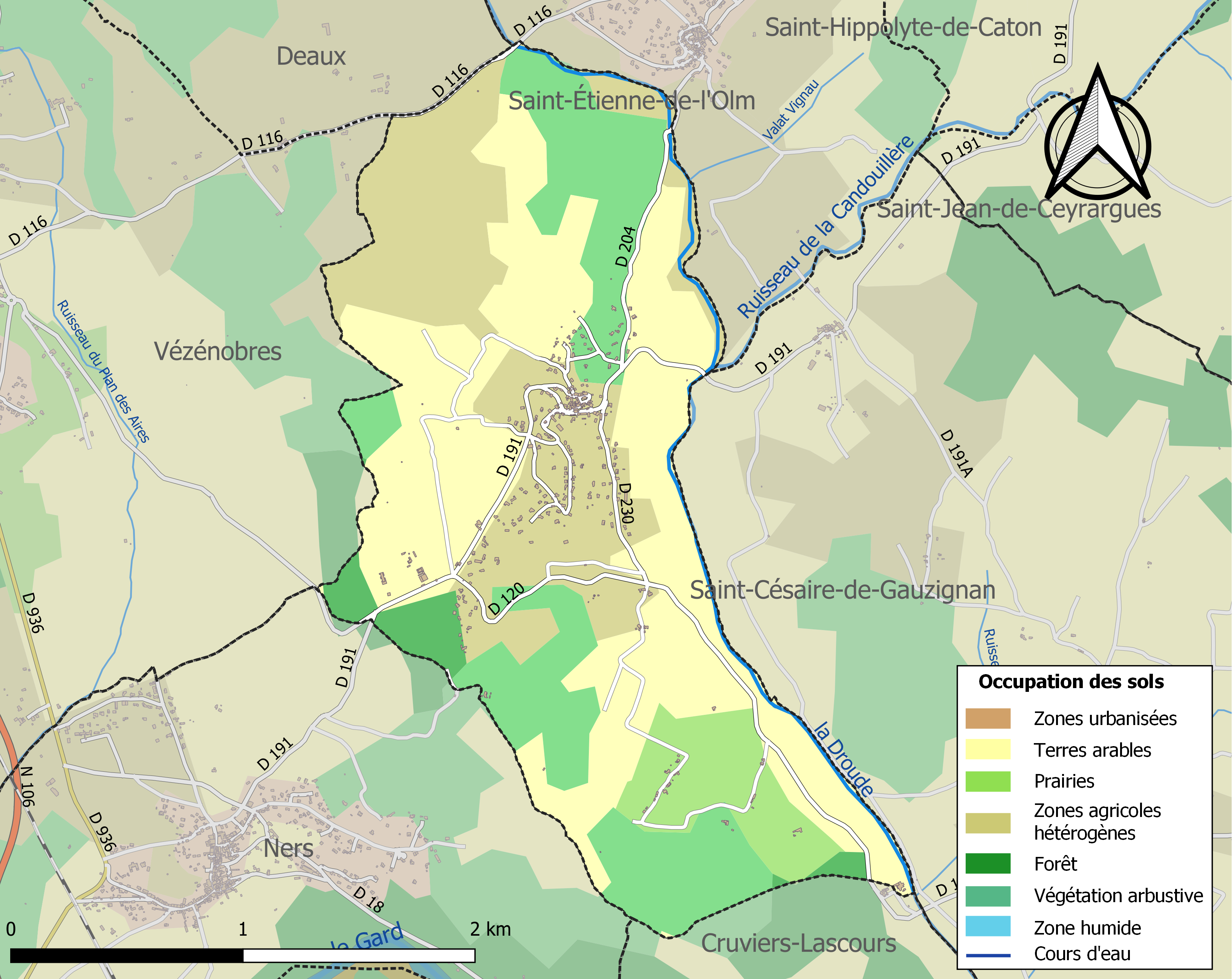
Carte des infrastructures et de l'occupation des sols de la commune en 2018 (CLC).

### Risques majeurs
Le territoire de la commune de Martignargues est vulnérable à différents aléas naturels : météorologiques (tempête, orage, neige, grand froid, canicule ou sécheresse), inondations, feux de forêts et séisme (sismicité faible). Il est également exposé à un risque technologique, le transport de matières dangereuses. Un site publié par le BRGM permet d'évaluer simplement et rapidement les risques d'un bien localisé soit par son adresse soit par le numéro de sa parcelle.

#### Risques naturels
Certaines parties du territoire communal sont susceptibles d’être affectées par le risque d’inondation par débordement de cours d'eau et par une crue torrentielle ou à montée rapide de cours d'eau, notamment la Droude et le ruisseau de la Candouillère. La commune a été reconnue en état de catastrophe naturelle au titre des dommages causés par les inondations et coulées de boue survenues en 1982, 1987, 1993, 1997, 2001, 2002 et 2010,.

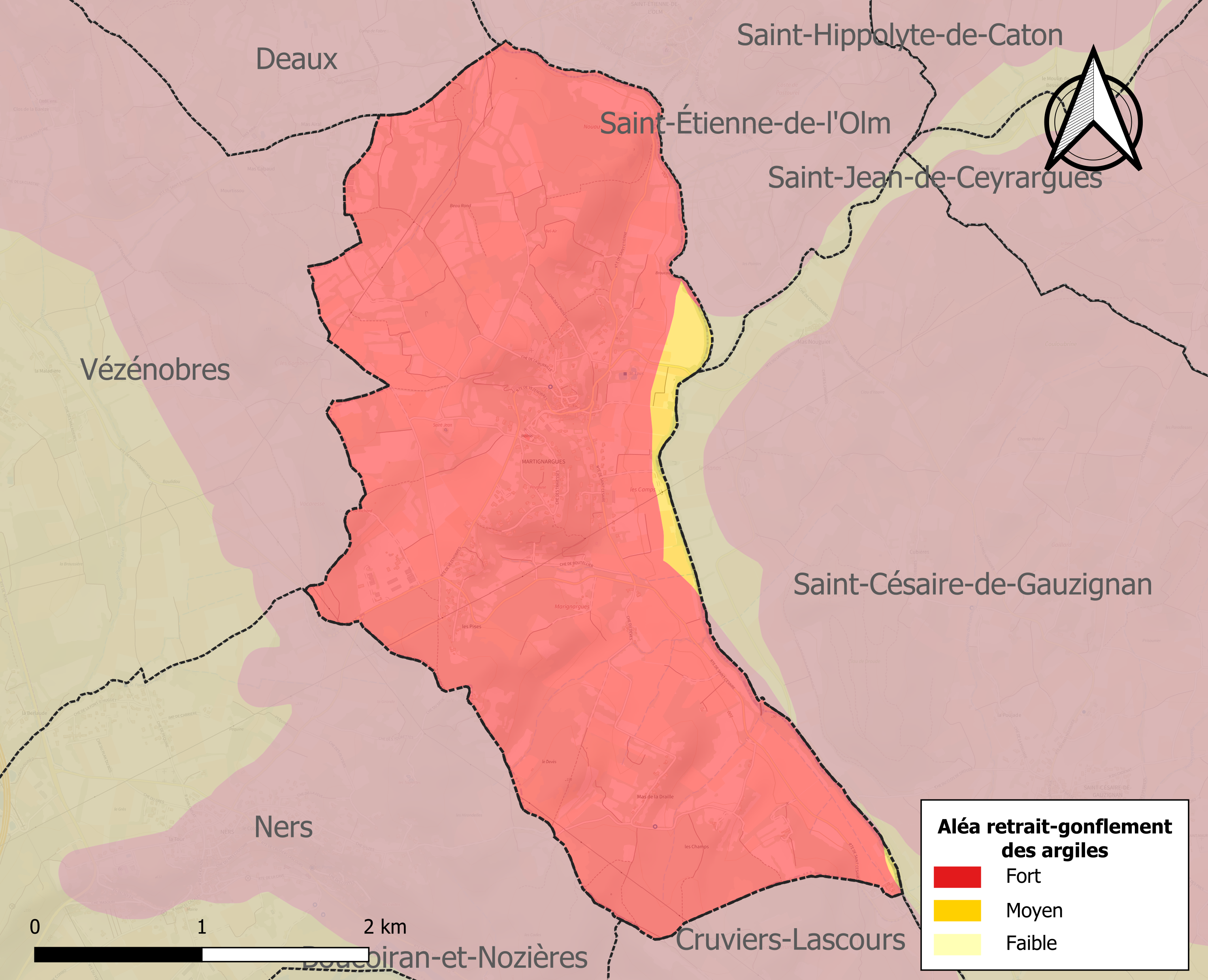
Carte des zones d'aléa retrait-gonflement des sols argileux de Martignargues.

Le retrait-gonflement des sols argileux est susceptible d'engendrer des dommages importants aux bâtiments en cas d’alternance de périodes de sécheresse et de pluie. La totalité de la commune est en aléa moyen ou fort (67,5 % au niveau départemental et 48,5 % au niveau national). Sur les 197 bâtiments dénombrés sur la commune en 2019, 197 sont en aléa moyen ou fort, soit 100 %, à comparer aux 90 % au niveau départemental et 54 % au niveau national. Une cartographie de l'exposition du territoire national au retrait gonflement des sols argileux est disponible sur le site du BRGM,.
Par ailleurs, afin de mieux appréhender le risque d’affaissement de terrain, l'inventaire national des cavités souterraines permet de localiser celles situées sur la commune.

#### Risques technologiques
Le risque de transport de matières dangereuses sur la commune est lié à sa traversée par des infrastructures routières ou ferroviaires importantes ou la présence d'une canalisation de transport d'hydrocarbures. Un accident se produisant sur de telles infrastructures est en effet susceptible d’avoir des effets graves au bâti ou aux personnes jusqu’à 350 m, selon la nature du matériau transporté. Des dispositions d’urbanisme peuvent être préconisées en conséquence.

## Toponymie
Provençal Martignague, du roman Martinhargues, Martingnanges, du bas latin Martinhanicæ, Martinianicæ.
Ses habitants sont appelés les Martignargoiss.

## Histoire

### Moyen Âge
Le village est mentionné en 850 Martiniacum colonica dans le cartulaire de l'abbaye de Psalmodie.

### Époque moderne
Le 14 mars 1704 se déroule la bataille du Devès de Martignargues. Les troupes royales composées de six cents fantassins et cinquante cavaliers, les meilleurs du Languedoc, commandés par l'Enseigne de Vaisseau (Lieutenant) Jacques Pierre Tuffanel de la Jonquière tentent de mettre fin à la traque de quatre cents camisards. Mais leur chef Jean Cavalier (1681-1740) décide de leur tendre une embuscade. Celle-ci aura lieu près du hameau de Martignargues dans une ravine. Cavalier se tient au centre du chemin bien visible avec une centaine d'homme, il a auparavant dissimulé ses meilleurs tireurs sur le bas côté. Trompés par la ruse du camisard les soldats de Louis XIV se précipitent et tirent une salve, de trop loin, et ne peuvent recharger à temps. Récitant un psaume les camisards ripostent et chargent de tous côtés. Des centaines de soldats furent tués, ceux qui essayent de fuir sont assommés ou tués à coups de fourche. Grâce à cette victoire les assaillants amassent un butin considérable (armes, équipement, etc.). Cet épisode fait grand bruit à la Cour.

## Politique et administration

### Rattachements électoraux
Pour l'élection des députés, elle fait partie de la quatrième circonscription du Gard.

### Liste des maires
| Période                                  | Période  | Identité              | Étiquette | Qualité    |
| ---------------------------------------- | -------- | --------------------- | --------- | ---------- |
| 1792                                     | 1794     | François Airal        |           |            |
| 1794                                     | 1800     | Alexis Polge          |           |            |
| 1800                                     | 1815     | David Gaussen         |           |            |
| 1815                                     | 1816     | Jean-Joseph Teissier  |           |            |
| 1816                                     | 1817     | Alexis Polge          |           |            |
| 1817                                     | 1830     | Jacques Chabanier     |           |            |
| 1830                                     | 1835     | Antoine Daudet        |           |            |
| 1835                                     | 1847     | Jean-Antoine Nougaret |           |            |
| 1847                                     | 1854     | Joseph Polge          |           |            |
| 1854                                     | 1865     | Antoine Brouet        |           |            |
| 1865                                     | 1870     | Philippe Thebe        |           |            |
| 1870                                     | 1879     | Ernest Brouet         |           |            |
| 1879                                     | 1888     | Hippolyte Legal       |           |            |
| 1888                                     | 1893     | Albin Chabanier       |           |            |
| 1893                                     | 1898     | Pierre Brouet         |           |            |
| 1898                                     | 1900     | Pierre Pujol          |           |            |
| 1900                                     | 1912     | Pierre Brouet         |           |            |
| 1912                                     | 1915     | Onésime Teissier      |           |            |
| 1915                                     | 1919     | François Teissier     |           |            |
| 1919                                     | 1929     | Marius Brouet         |           |            |
| 1929                                     | 1929     | Justin Polge          |           |            |
| 1929                                     | 1944     | Marius Brouet         |           |            |
| 1944                                     | 1949     | Roger Espérandieu     |           |            |
| 1949                                     | 1977     | Albert Almeras        |           |            |
| 1977                                     | 2001     | Camille Espérandieu   | PCF       |            |
| 2001                                     | 2001     | Roger Sanchez         |           |            |
| 2001                                     | 2014     | Alain Reynaud         | DVG       |            |
| 2014                                     | En cours | Jérôme Vic            | SE        | Agent SNCF |
| Les données manquantes sont à compléter. |          |                       |           |            |

## Population et société

### Démographie
L'évolution du nombre d'habitants est connue à travers les recensements de la population effectués dans la commune depuis 1793. Pour les communes de moins de 10 000 habitants, une enquête de recensement portant sur toute la population est réalisée tous les cinq ans, les populations de référence des années intermédiaires étant quant à elles estimées par interpolation ou extrapolation. Pour la commune, le premier recensement exhaustif entrant dans le cadre du nouveau dispositif a été réalisé en 2008.

En 2022, la commune comptait 438 habitants, en évolution de +3,79 % par rapport à 2016 (Gard : +2,97 %, France hors Mayotte : +2,11 %).
| 1793 | 1800 | 1806 | 1821 | 1831 | 1836 | 1841 | 1846 | 1851 |
| ---- | ---- | ---- | ---- | ---- | ---- | ---- | ---- | ---- |
| 96   | 119  | 153  | 142  | 167  | 162  | 145  | 136  | 161  |

| 1856 | 1861 | 1866 | 1872 | 1876 | 1881 | 1886 | 1891 | 1896 |
| ---- | ---- | ---- | ---- | ---- | ---- | ---- | ---- | ---- |
| 201  | 189  | 198  | 192  | 167  | 143  | 133  | 155  | 133  |

| 1901 | 1906 | 1911 | 1921 | 1926 | 1931 | 1936 | 1946 | 1954 |
| ---- | ---- | ---- | ---- | ---- | ---- | ---- | ---- | ---- |
| 153  | 150  | 130  | 128  | 133  | 115  | 125  | 127  | 129  |

| 1962 | 1968 | 1975 | 1982 | 1990 | 1999 | 2006 | 2008 | 2013 |
| ---- | ---- | ---- | ---- | ---- | ---- | ---- | ---- | ---- |
| 139  | 145  | 145  | 208  | 241  | 240  | 351  | 383  | 412  |

| 2018 | 2022 | - | - | - | - | - | - | - |
| ---- | ---- | - | - | - | - | - | - | - |
| 427  | 438  | - | - | - | - | - | - | - |

## Économie

### Revenus
En 2018  (données Insee publiées en septembre 2021), la commune compte 162 ménages fiscaux, regroupant 413 personnes. La médiane du revenu disponible par unité de consommation est de 22 580 € (20 020 € dans le département).

### Emploi
|                | 2008   | 2013  | 2018  |
| -------------- | ------ | ----- | ----- |
| Commune        | 7,1 %  | 8,1 % | 8,9 % |
| Département    | 10,6 % | 12 %  | 12 %  |
| France entière | 8,3 %  | 10 %  | 10 %  |

En 2018, la population âgée de 15 à 64 ans s'élève à 259 personnes, parmi lesquelles on compte 76,8 % d'actifs (68 % ayant un emploi et 8,9 % de chômeurs) et 23,2 % d'inactifs,. Depuis 2008, le taux de chômage communal (au sens du recensement) des 15-64 ans est inférieur à celui de la France et du département.
La commune fait partie de la couronne de l'aire d'attraction d'Alès, du fait qu'au moins 15 % des actifs travaillent dans le pôle,. Elle compte 68 emplois en 2018, contre 52 en 2013 et 40 en 2008. Le nombre d'actifs ayant un emploi résidant dans la commune est de 178, soit un indicateur de concentration d'emploi de 38,1 % et un taux d'activité parmi les 15 ans ou plus de 56,7 %.
Sur ces 178 actifs de 15 ans ou plus ayant un emploi, 40 travaillent dans la commune, soit 23 % des habitants. Pour se rendre au travail, 93,8 % des habitants utilisent un véhicule personnel ou de fonction à quatre roues, 0,6 % les transports en commun, 1,2 % s'y rendent en deux-roues, à vélo ou à pied et 4,5 % n'ont pas besoin de transport (travail au domicile).

### Activités hors agriculture

#### Secteurs d'activités
44 établissements sont implantés  à Martignargues au 31 décembre 2019. Le tableau ci-dessous en détaille le nombre par secteur d'activité et compare les ratios avec ceux du département,.
| Secteur d'activité                                                                                        | Commune | Commune | Département |
| Secteur d'activité                                                                                        | Nombre  | %       | %           |
| --- | ------- | ------- | ----------- |
| Ensemble                                                                                                  | 44      |         |             |
| Industrie manufacturière, industries extractives et autres                                                | 9       | 20,5 %  | (7,9 %)     |
| Construction                                                                                              | 7       | 15,9 %  | (15,5 %)    |
| Commerce de gros et de détail, transports, hébergement et restauration                                    | 13      | 29,5 %  | (30 %)      |
| Information et communication                                                                              | 3       | 6,8 %   | (2,2 %)     |
| Activités spécialisées, scientifiques et techniques et activités de services administratifs et de soutien | 5       | 11,4 %  | (14,9 %)    |
| Administration publique, enseignement, santé humaine et action sociale                                    | 5       | 11,4 %  | (13,5 %)    |
| Autres activités de services                                                                              | 2       | 4,5 %   | (8,8 %)     |

Le secteur du commerce de gros et de détail, des transports, de l'hébergement et de la restauration est prépondérant sur la commune puisqu'il représente 29,5 % du nombre total d'établissements de la commune (13 sur les 44 entreprises implantées  à Martignargues), contre 30 % au niveau départemental.

### Agriculture
La commune est dans les Garrigues, une petite région agricole occupant le centre du département du Gard. En 2020, l'orientation technico-économique de l'agriculture  sur la commune est la viticulture.
|               | 1988 | 2000 | 2010 | 2020 |
| ------------- | ---- | ---- | ---- | ---- |
| Exploitations | 24   | 19   | 14   | 11   |
| SAU (ha)      | 211  | 212  | 142  | 165  |

Le nombre d'exploitations agricoles en activité et ayant leur siège dans la commune est passé de 24 lors du recensement agricole de 1988  à 19 en 2000 puis à 14 en 2010 et enfin à 11 en 2020, soit une baisse de 54 % en 32 ans. Le même mouvement est observé à l'échelle du département qui a perdu pendant cette période 61 % de ses exploitations,. La surface agricole utilisée sur la commune a également diminué, passant de 211 ha en 1988 à 165 ha en 2020. Parallèlement la surface agricole utilisée moyenne par exploitation a augmenté, passant de 9 à 15 ha.

### Entreprises de l'agglomération
- le Moulin Roger Paradis[27].

## Culture locale et patrimoine

### Édifices civils

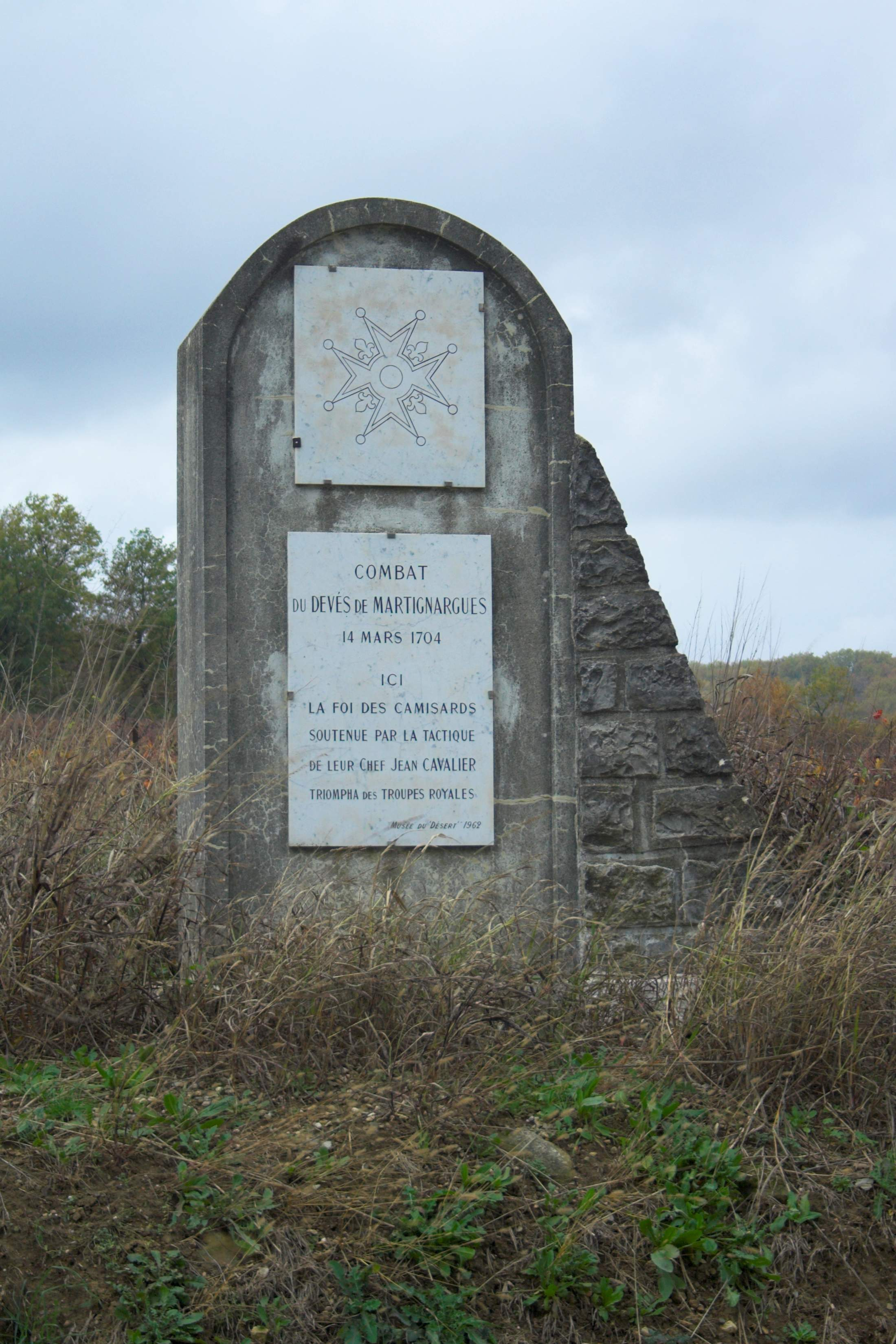
Monument commémorant la victoire des camisards sur les troupes royales le 14 mars 1704 au Devés

- Fontaine aux chevaux en contrebas du vieux village.
- Porte de défense de l'ancienne place forte intégrée dans la maison d'hôtes de caractère la Maison du Passage
- Tour de guet de type bermonde située dans la Maison du Passage.
- La Grande Muraille de Martignargues, construction de 150 m de long, 4 m de largeur et de hauteur, attribuée aux époux Cadounque au XIXe siècle.

### Édifices religieux
- Église Saint-Martin de Martignargues rebâtie en 1730 sur les ruines de la précédente qui datait de la fin du IXe siècle, incendiée par les camisards en 1703.

## Héraldique
| Blason de Martignargues | Blason  | De gueules, à un pal losangé d'argent et de sable. |
| Blason de Martignargues | Détails | Le statut officiel du blason reste à déterminer.   |